# Tetrayoduro de titanio
El tetrayoduro de titanio es un compuesto inorgánico de fórmula TiI₄. Se trata de un sólido volátil de color negro descrito por primera vez por Rudolph Weber en 1863 y es un producto intermedio en el proceso Van Arkel-de Boer para la purificación del titanio.

## Propiedades físicas
El TiI₄ es un yoduro metálico binario molecular poco frecuente, formado por moléculas aisladas de centros tetraédricos de Ti(IV). Las distancias Ti-I son de 261 pm. Como reflejo de su carácter molecular, el TiI₄ puede destilarse sin descomposición a una atmósfera, lo que constituye la base de su uso en el proceso van Arkel-de Boer. La diferencia en el punto de fusión entre el TiCl₄ (p.m. -24 °C) y el TiI₄ (p.m. 150 °C) es comparable a la diferencia entre los puntos de fusión del CCl₄ (p.m. -23 °C) y el CI₄ (p.m. 168 °C), lo que refleja el mayor enlace de van der Waals intermolecular en los yoduros.
Existen dos polimorfos de TiI4, uno de los cuales es altamente soluble en disolventes orgánicos. En la forma cúbica menos soluble, las distancias Ti-I son 261 pm. 

## Producción
Se conocen tres métodos: 1) A partir de los elementos, normalmente utilizando un horno de tubo a 425 °C: 
Ti + 2 I2 → TiI4
Esta reacción se puede revertir para producir películas altamente puras de metal Ti.
2) Reacción de intercambio de tetracloruro de titanio y HI.
TiCl 4 + 4 HI → TiI 4 + 4 HCl
3) Intercambio de óxido-yoduro a partir de yoduro de aluminio.
3 TiO2 + 4 AlI3 → 3 TiI4 + 2 Al2O3

## Reacciones
Al igual que el TiCl₄ y el TiBr₄, el TiI₄ forma aductos con bases de Lewis y también puede reducirse. Cuando la reducción se lleva a cabo en presencia de Ti metálico, se obtienen derivados poliméricos de Ti(III) y Ti(II), como el CsTi₂I₇ y la cadena CsTiI₃, respectivamente. 
El TiI₄ es muy reactivo con alquenos y alquinos, lo que da lugar a derivados organoiodínicos. También produce acoplamientos de pinacol y otras reacciones de formación de enlaces C-C.